# Північний економічний район

Північний економічний район на мапі Росії

Північний економічний район — один з 11 економічних районів Росії, а також один з економічних районів СРСР.
Північний економічний район був виділений зі складу Північно-Західного району 1986 року.
Складається з 6 федеральних суб'єктів:
1. Республіка Карелія
2. Республіка Комі
3. Архангельська область
4. Вологодська область
5. Мурманська область
6. Ненецький АО

## Географія
Площа території — 1466,3 тис. км²
Населення:
- 6 млн 069 тис. чол. (1987)
- 5 млн 003 тис. чол. (2007)
- 4 млн 725 тис. чол. (2010)

## Економіка
Основні галузі спеціалізації: чорна та кольорова металургія, машинобудування, лісова, деревообробна, целюлозно-паперова, рибна промисловості. Видобуток нафти, газу, кам'яного вугілля, залізних, мідно-нікелевих, алюмінієвих руд, апатитів і т. д.
У сільському господарстві — молочне скотарство, оленярство. Центр знаходиться у Сиктивкарі.